# Procleomenes taoi
Procleomenes taoi là một loài bọ cánh cứng trong họ Cerambycidae.